# 八五三农场
八五三农场是一个位于中华人民共和国黑龙江省双鸭山市宝清县的农场，亦是黑龙江省农垦红兴隆管理局所属的一个农场。
八五三农场，别称雁窝岛，1956年9月由王震将军亲自选址建场。1961年，国家副主席董必武亲笔题写“雁窝岛”。农场位于三江平原东部、完达山北麓，总面积1228.6平方公里，人口3.8万人。

## 行政区划
八五三农场下辖以下单位：
八五三场直社区、八五三农场一管理区、八五三农场二管理区、八五三农场三管理区、八五三农场四管理区、八五三农场五管理区、八五三农场六管理区和八五三农场七管理区。